# Homologatie (staatkundig)
Homologatie is een bekrachtiging van een benoeming of onderscheiding.

## Gedelegeerde rechten
Aanvoerders van legerkorpsen hebben soms het recht een bepaald aantal onderscheidingen toe te kennen. Wanneer daarvoor, bijvoorbeeld bij ridderorden, een bekrachtiging voorgeschreven is, spreekt men van homologatie. Homologatie kon vroeger plaatsvinden in de vorm van een Koninklijk Besluit of attest, of door een diploma dat door koning, minister of beiden getekend was.

## Homologatie in Nederland
Tijdens de Tweede Wereldoorlog mocht Prins Bernhard het Bronzen Kruis uitreiken. Koningin Wilhelmina homologeerde die benoemingen zoals zij en haar voorgangers dat ook met benoemingen door de Gouverneur-generaal van Nederlands-Indië, generaals en gezanten hadden gedaan. Benoemingen in de Huisorde van Oranje door Koningin Emma en Prins Hendrik (zij reisden nooit zonder een doos met medailles en kruisen in hun bagage), zijn ook gehomologeerd.
De benoemingen in de Militaire Willems-Orde, onder andere aan de Nederlandse Luchtmacht, die Generaal Winkelman deed terwijl de regering in ballingschap in Londen verbleef zijn nooit gehomologeerd maar ook niet tenietgedaan. Zij zijn desondanks rechtsgeldig.

## Twintigste eeuw
In de late 20e eeuw met zijn strakkere regels en moderne communicatie kwamen homologaties niet meer voor.